# Инаугурация Дональда Трампа (2025)
Вторая инаугурация Дональда Трампа в качестве 47-го президента США состоялась 20 января 2025 года в 12:00 по местному времени в Вашингтоне (в 20:00 по московскому времени). 60-я по счёту инаугурация президента ознаменовала вступление Трампа на второй президентский срок. Помимо Трампа, к присяге был приведён вице-президент Джей Ди Вэнс.
Впервые с 1893 года состоялась церемония инаугурации президента с перерывом между сроками полномочий, и, соответственно, получившего двойную нумерацию, кроме того впервые с 1985 года из-за низких температур в Вашингтоне церемония прошла в закрытом помещении — в ротонде Капитолия.

## Подготовка
В мае 2024 года обе палаты Конгресса назначили Объединённый комитет по инаугурационным церемониям для надзора за строительством платформы и других временных сооружений, которые будут необходимы для церемоний и торжеств.

### Приглашённые гости
В качестве представителей государств на инаугурации президентов США приглашают послов и других дипломатов. Дональд Трамп пригласил на свою инаугурацию председателя КНР Си Цзиньпина, премьер-министра Венгрии Виктора Орбана, премьер-министра Италии Джорджию Мелони, пятого президента Грузии Саломе Зурабишвили, президента Сальвадора Найиба Букеле, президента Аргентины Хавьера Милея, премьер-министра Израиля Биньямина Нетаньяху.
Участие в церемонии приняли правые европейские политики: Эрик Земмур (Франция, «Отвоевание»), Марион Марешаль (Франция, «Национальное объединение»), Сантьяго Абаскаль (Испания, «Голос»), Том Ван Грикен (Бельгия, «Фламандский интерес»), Найджел Фараж (Великобритания, Партия реформ), Тино Хрупалла (Германия, «Альтернатива для Германии»), а также бывший премьер-министр Польши Матеуш Моравецкий.
Трое богатейших американцев (по состоянию на январь 2025 года) — Илон Маск, Джефф Безос и Марк Цукерберг — также присутствовали на инаугурации.
Издание «Европейская правда» сообщает, что Трамп не приглашал ни президента России Владимира Путина, ни президента Украины Владимира Зеленского, находящихся в состоянии вооружённого конфликта, но выразил готовность приветствовать украинского президента, если он решит присутствовать.

## Хронология

### Мероприятия перед инаугурацией

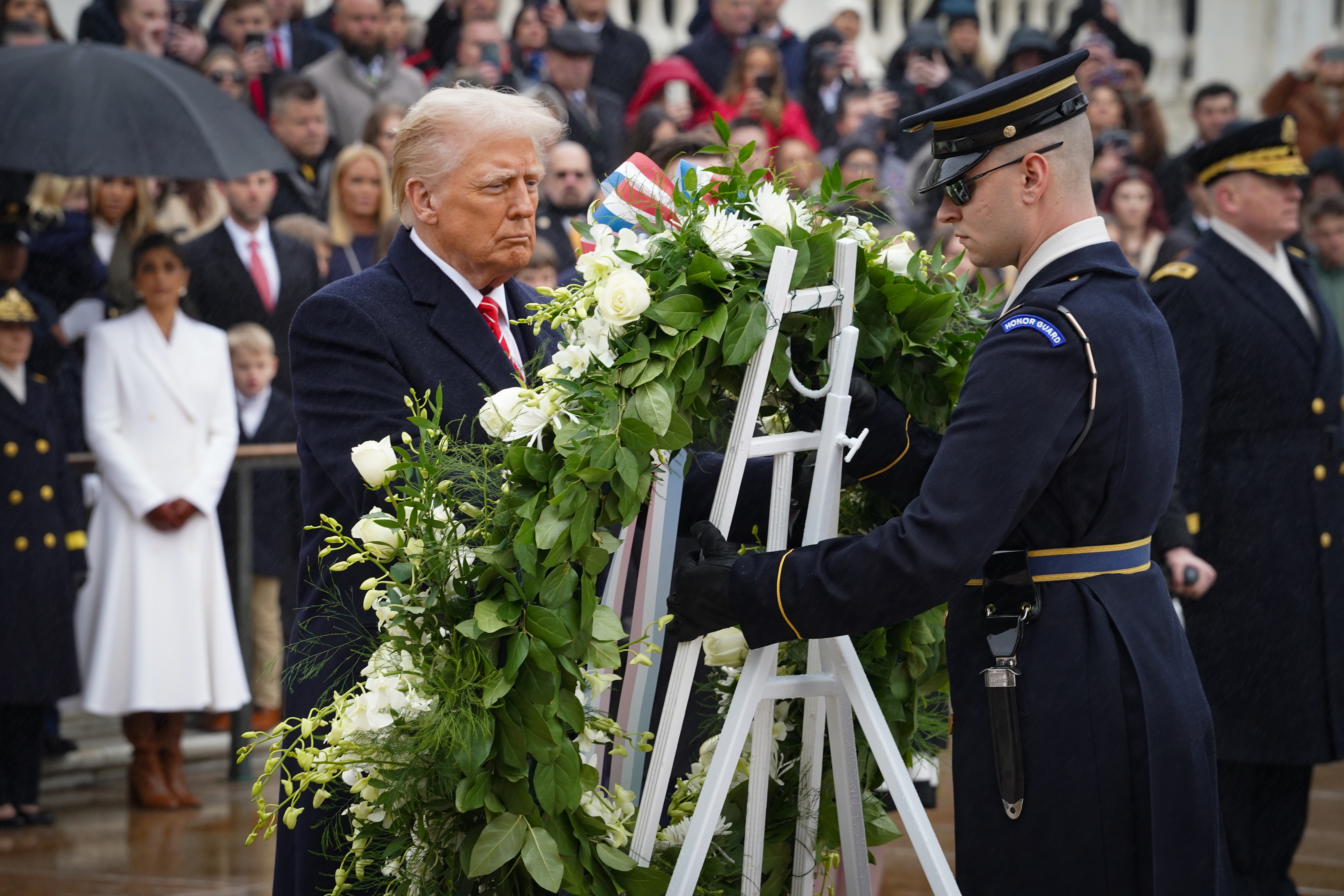
Трамп возлагает венок к Могиле неизвестного солдата

Прибыв в Вашингтон из поместья Мар-а-Лаго во Флориде, утром 19 января Дональд Трамп и Джей Ди Вэнс посетили Арлингтонское национальное кладбище, где по традиции приняли участие в возложении венка к Могиле неизвестного солдата. К ним присоединились семьи американских военнослужащих, погибших в результате теракта в аэропорту Кабула 26 августа 2021 года.
В тот же вечер кампания Трампа организовала митинг своих сторонников на «Capital One Arena». На мероприятии выступили собственно Трамп, Кид Рок, Ли Гринвуд и Мегин Келли. В конце митинга Трамп исполнил собственный танец под песню Y.M.C.A. группы Village People.
20 января, за несколько часов до инаугурации, уходящий президент Джо Байден встретился с избранным президентом Дональдом Трампом у Белого дома. Байден приветствовал Трампа и его супругу Меланию вместе со своей женой Джилл. Также вице-президент США Камала Харрис с супругом Дугласом Эмхоффом поприветствовали преемника Харрис Джей Ди Вэнса и его жену Ушу. После чаепития в Голубой комнате Байден с Трампом и Харрис с Вэнсом отправились на инаугурацию в Капитолий.

### Инаугурация

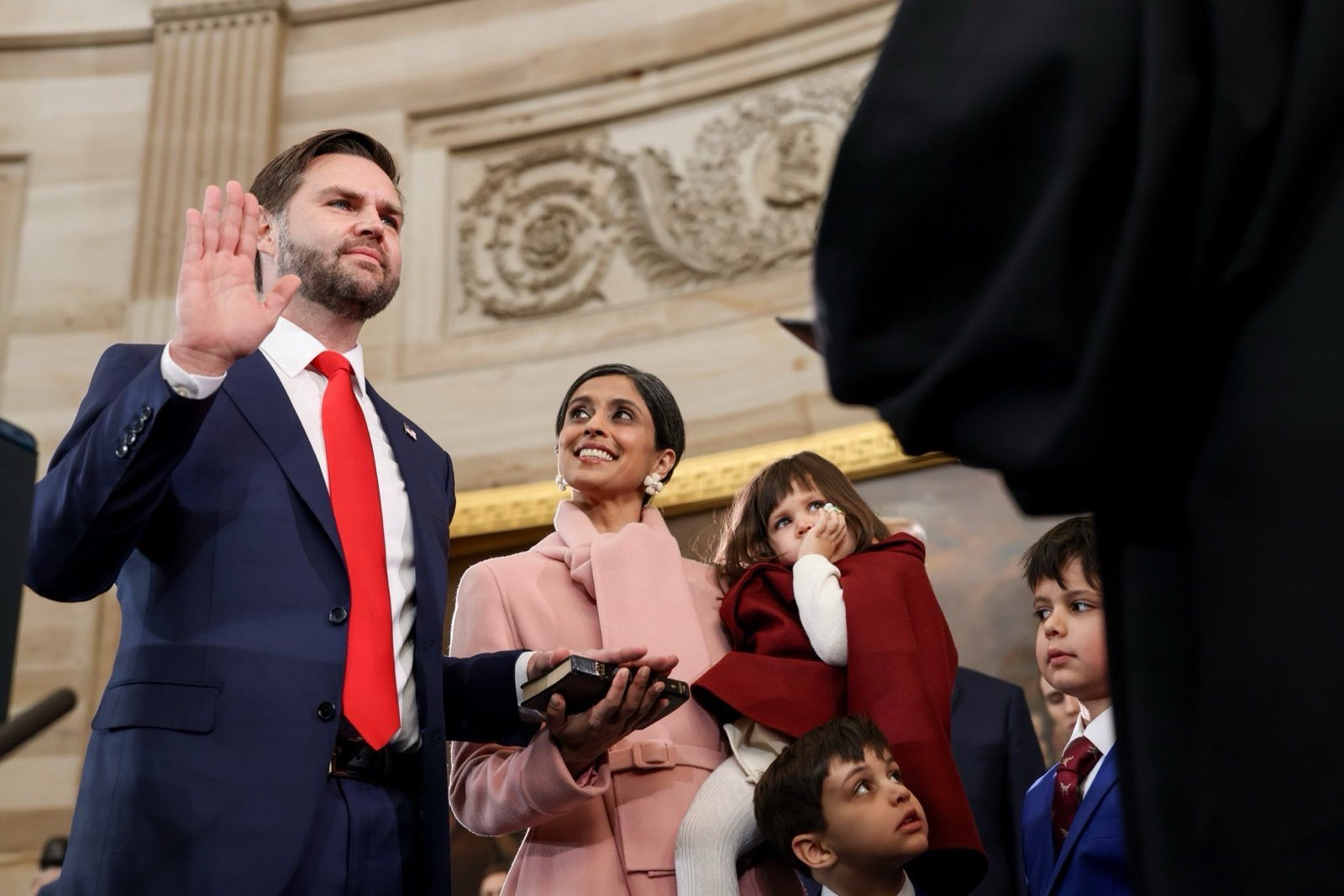
Вице-президент Вэнс приносит присягу

На инаугурационной церемонии в ротонде Капитолия Джей Ди Вэнс принёс присягу на Библии, принадлежавшей его прабабушке. После вступления в должность 50-го вице-президента США Вэнса присягу принял Дональд Трамп, использовав Библию Авраама Линкольна и Библию, подаренную ему его матерью. При этом при принятии присяги Трамп не положил свою левую руку на Библию — вместо этого он поднял правую руку, а левая рука осталась опущенной. После принятия присяги Трамп стал 47-м президентом США.

### Инаугурационная речь
В своей инаугурационной речи Дональд Трамп провозгласил «золотой век Америки». Трамп отметил, что «многие считали невозможным мое историческое возвращение в политику, но сегодня, как вы видите, я здесь. Американский народ сказал свое слово. Я стою сегодня перед вами как живое доказательство того, что никогда не стоит верить, что что-то невозможно сделать. В Америке невозможное — это наш конек». Пообещал сразу же подписать «серию исторических указов», что позволит «начать полное восстановление Америки и революцию здравого смысла». Так, он рассказал, что объявит режим ЧС на границе с Мексикой, отправит туда войска, начнет процесс возвращения миллионов нелегалов обратно в их страны. Кроме того, президент Трамп решил, что первые его указы должны касаться увеличения добычи и продажи углеводородов, «немедленного прекращения всей правительственной цензуры и возвращения свободы слова», противодействия политике инклюзивности, переименования Мексиканского залива в Американский. Заявив, что хочет «быть миротворцем», Дональд Трамп при этом заверил, что американские «вооруженные силы смогут свободно сфокусироваться на своей единственной миссии — победе над врагами Америки». Говоря о вопросах безопасности, он также пообещал, что «закон и порядок вернутся в города» США. Завершил свое послание Дональд Трамп традиционно — словами «Да хранит Бог Америку».

### Последующие мероприятия
После завершения церемонии инаугурации Трамп и Вэнс попрощались с Байденом и Харрис у Капитолия. Джо Байден вместе со своей женой покинули Вашингтон, отправившись на авиабазу Эндрюс. Перед торжественным ужином Трамп по традиции подписал первые президентские указы в Президентской комнате Капитолия. 

## Отказавшиеся присутствовать на инаугурации
Несколько членов Демократической партии 119-го Конгресса решили бойкотировать инаугурацию Трампа. Отказавшиеся присутствовать на инаугурации приводили различные причины бойкота мероприятия, включая выпавшее на 20 января празднование Дня Мартина Лютера Кинга и «незажившие раны» от нападения сторонников Трампа на Капитолий в январе 2021 года. О бойкоте инаугурации Дональда Трампа объявили 13 членов Палаты представителей:
Дональд Бейер (демократ, Вирджиния), Шон Кастен (демократ, Иллинойс), Делия Рамирес (демократ, Иллинойс), Джуди Чу (демократ, Калифорния), Латифа Саймон (демократ, Калифорния), Стив Коэн (демократ, Теннесси), Жасмин Крокетт (демократ, Техас), Вероника Эскобар (демократ, Техас), Квейси Мфуме (демократ, Мэриленд), Ильхан Омар (демократ, Миннесота), Дебора Росс (демократ, Северная Каролина), Адам Смит (демократ, Вашингтон), Бонни Уотсон Коулман (демократ, Нью-Джерси). 
Бывшая первая леди Мишель Обама и бывшие вице-президенты Эл Гор и Дик Чейни также отказались присутствовать на церемонии.

## Галерея

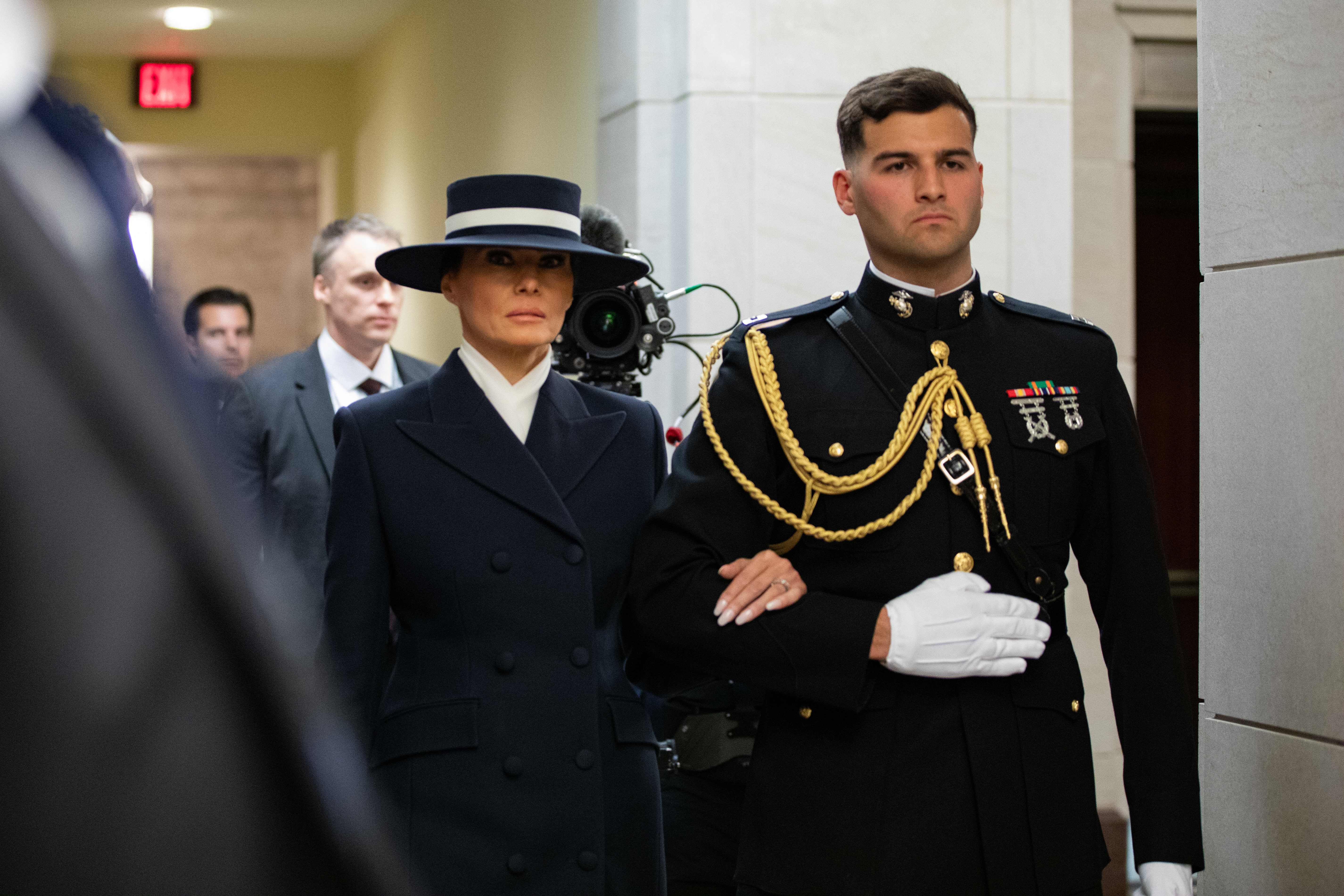
Первая леди США Мелания Трамп в сопровождении офицера корпуса морской пехоты США направляется в ротонду Капитолия
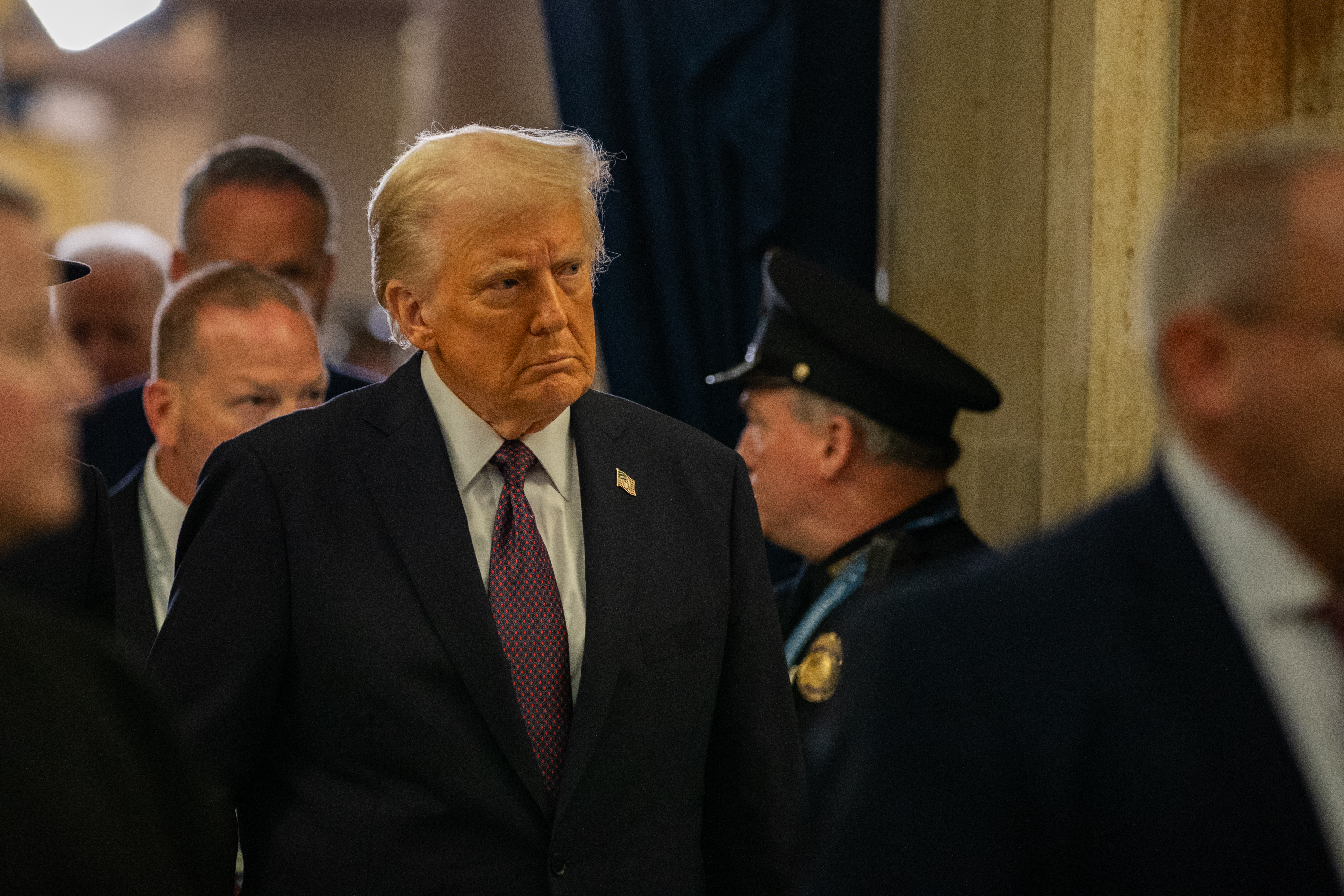
Дональд Трамп направляется в ротонду Капитолия, чтобы принести присягу в качестве 47-го президента США
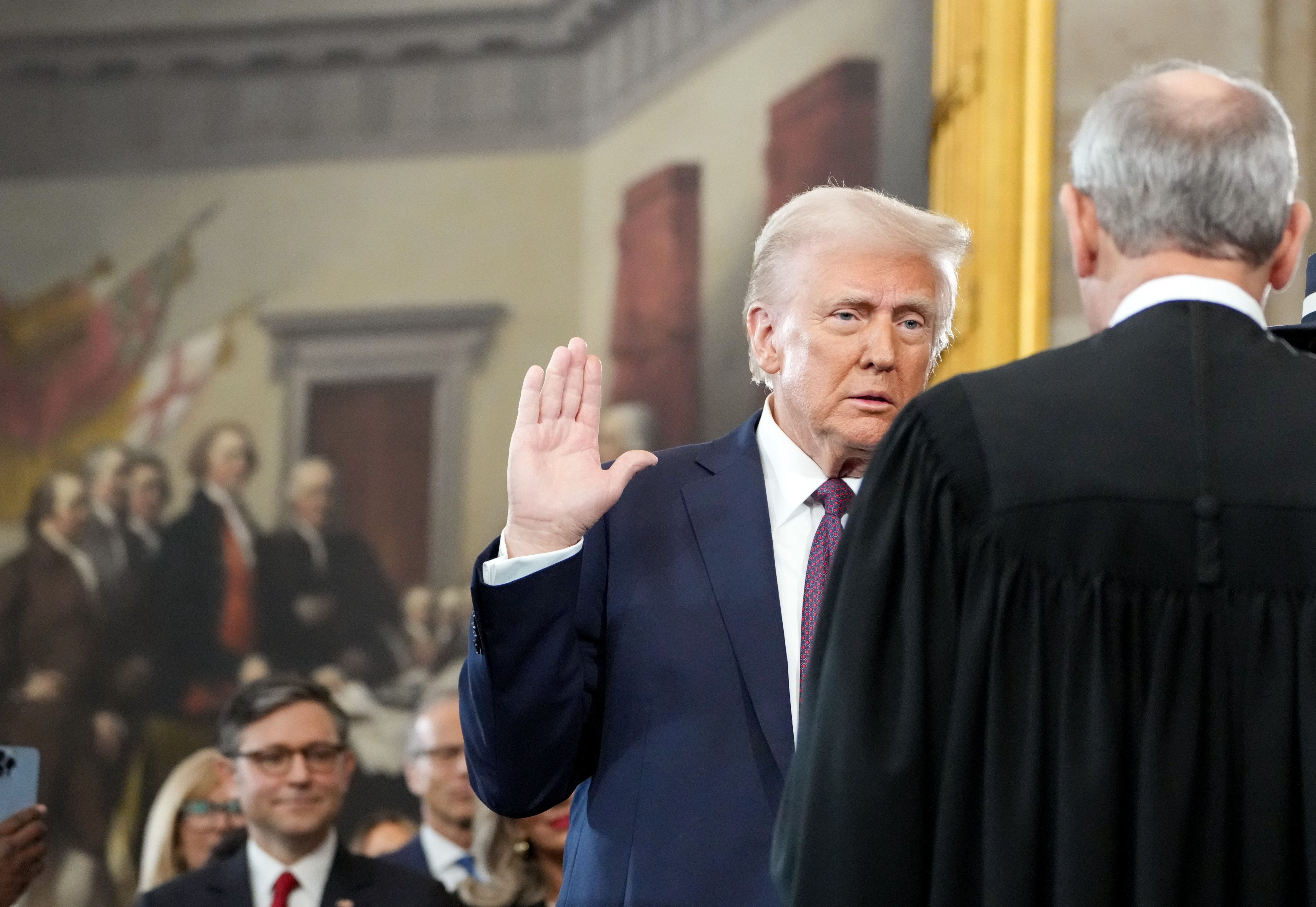
Трамп приносит присягу в качестве 47-го президента США
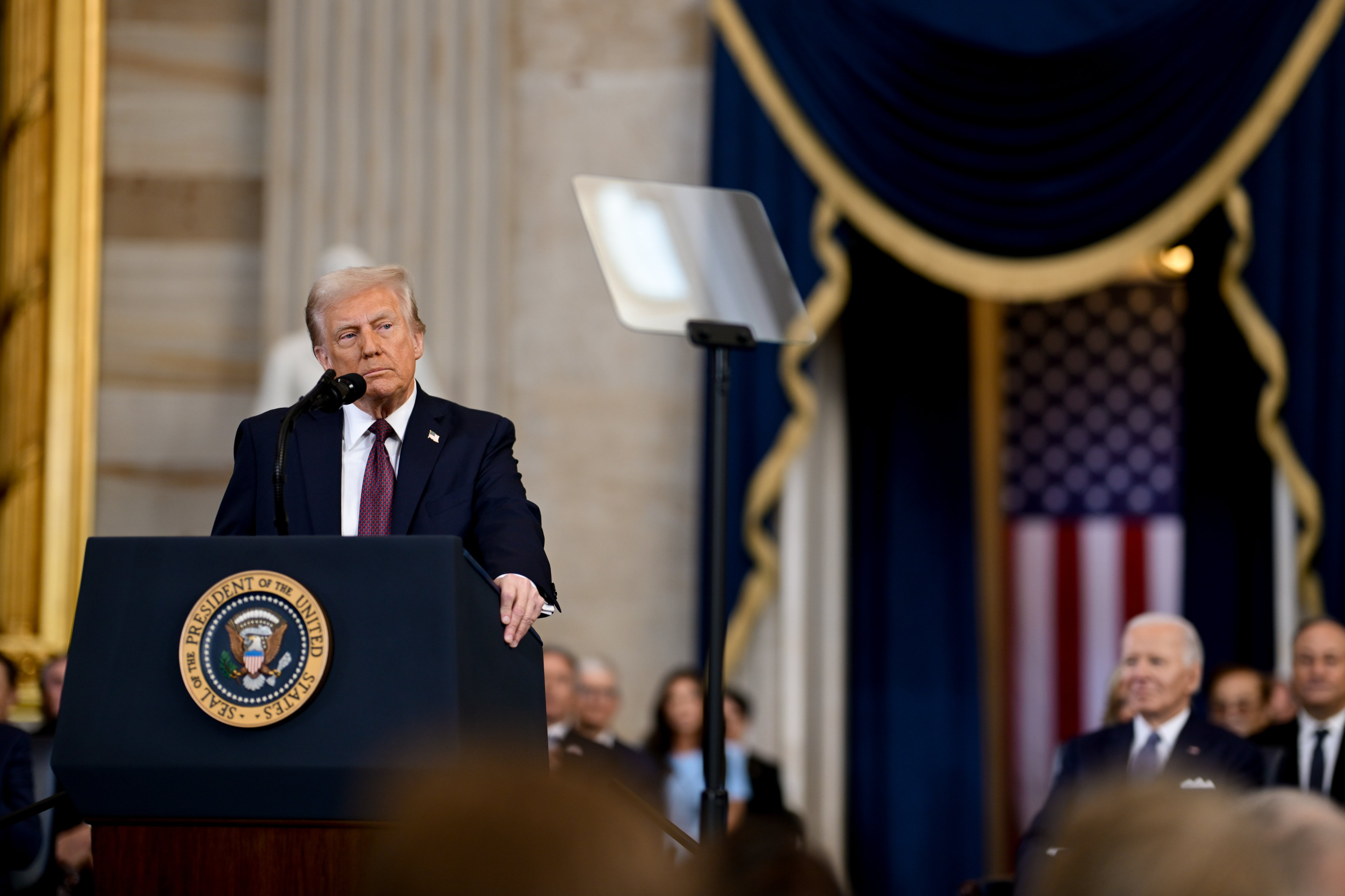
Президент Трамп произносит свою инаугурационную речь
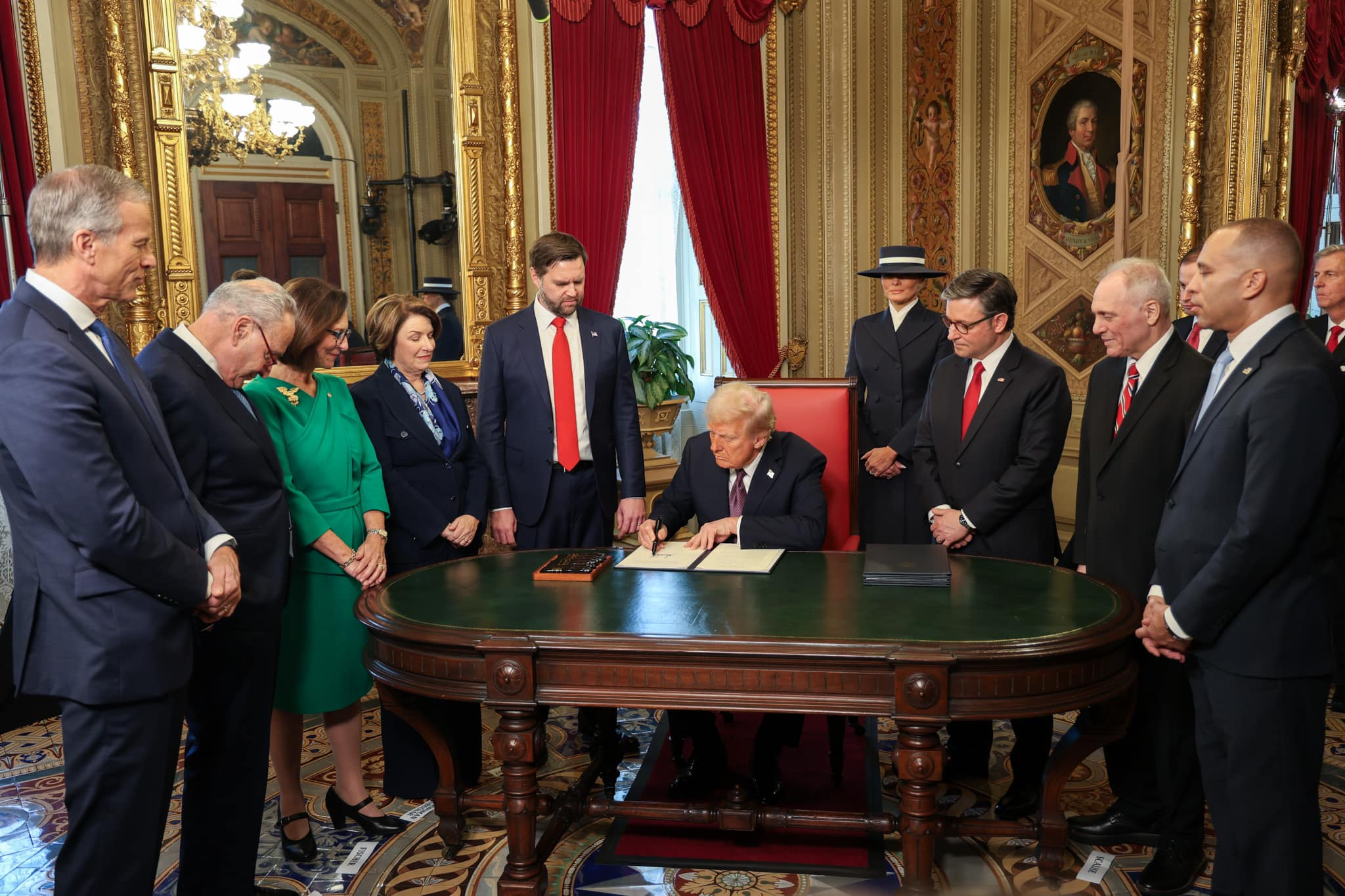
Трамп подписывает первые указы в должности 47-го президента США
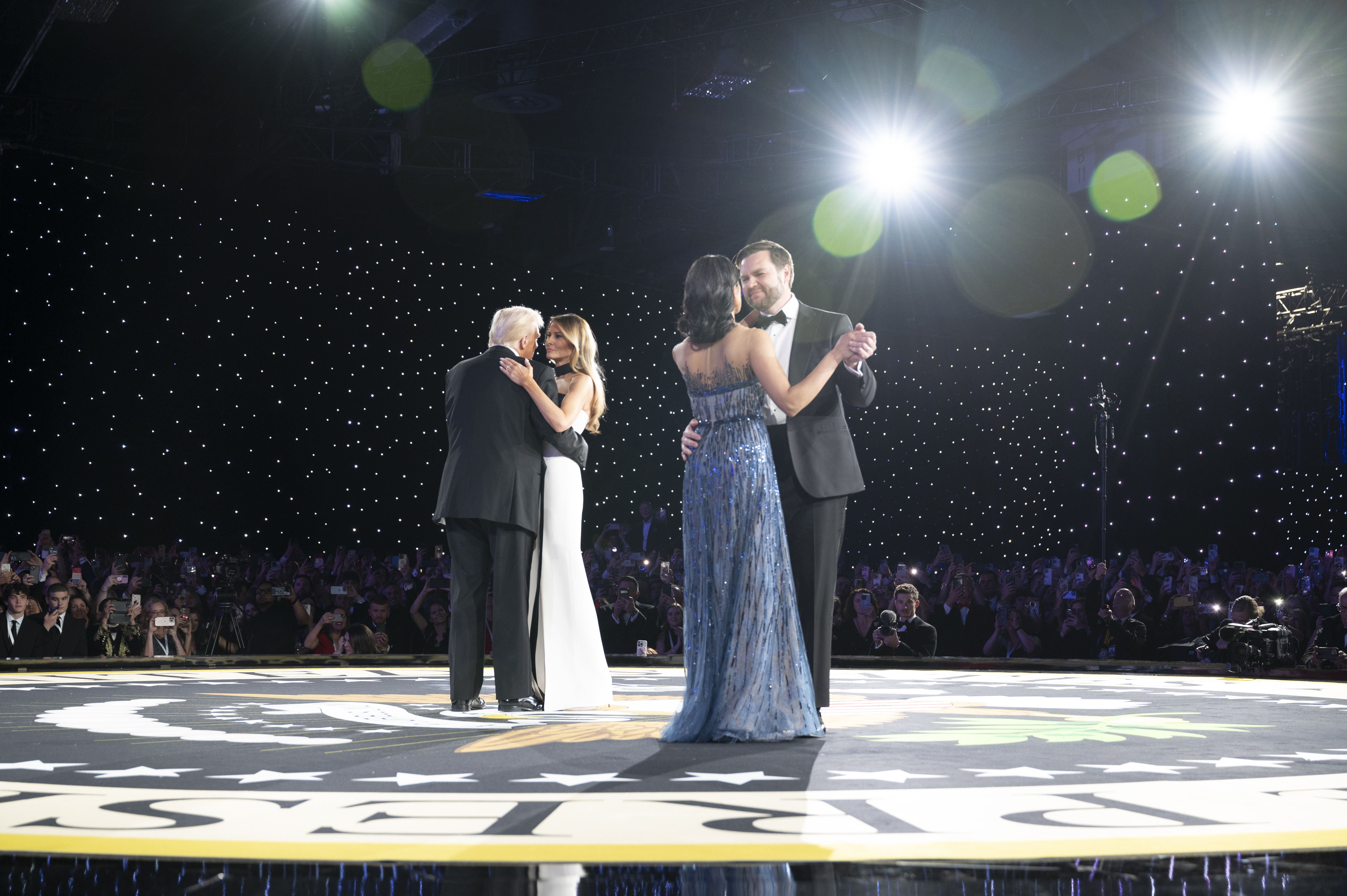
Четы Трампов и Вэнсов на инаугурационном балу